# Associazione Calcio Femminile Dilettantistica Graphistudio Pordenone 2012-2013
Questa voce raccoglie le informazioni riguardanti l'Associazione Calcio Femminile Dilettantistica Graphistudio Pordenone nelle competizioni ufficiali della stagione 2012-2013.

## Stagione
Nel campionato di Serie A 2012-2013 il club terminò all'11º posto.
In Coppa Italia raggiunse i Quarti di finale perdendo per 6-3 l'incontro con il Graphistudio Tavagnacco l'11 maggio 2013.

## Rosa
| N. |                   | Ruolo | Calciatrice        |
| -- | ----------------- | ----- | ------------------ |
|    | Italia (bandiera) | P     | Gloria Cazzaro     |
|    | Italia (bandiera) | P     | Michela Fagotto    |
|    | Italia (bandiera) | P     | Giulia Zorzi       |
|    | Italia (bandiera) | D     | Gloria Frizza      |
|    | Italia (bandiera) | D     | Eleonora Gobbo     |
|    | Italia (bandiera) | D     | Elisa Lavia        |
|    | Italia (bandiera) | D     | Giuditta Schiavo   |
|    | Italia (bandiera) | D     | Desirée Urbani     |
|    | Italia (bandiera) | C     | Lisa Boattin       |
|    | Italia (bandiera) | C     | Sara Bortolus      |
|    | Italia (bandiera) | C     | Monica Degrassi    |
|    | Italia (bandiera) | C     | Antonella Paoletti |

| N. |                   | Ruolo | Calciatrice        |
| -- | ----------------- | ----- | ------------------ |
|    | Italia (bandiera) | C     | Martina Piazza     |
|    | Italia (bandiera) | C     | Silvia Sedonati    |
|    | Italia (bandiera) | C     | Elena Stabile      |
|    | Italia (bandiera) | C     | Serena Zanon       |
|    | Italia (bandiera) | A     | Rossella Cavallini |
|    | Italia (bandiera) | A     | Silvia Cimarosti   |
|    | Italia (bandiera) | A     | Alice De Val       |
|    | Italia (bandiera) | A     | Chiara Paroni      |
|    | Italia (bandiera) | A     | Natasha Piai       |
|    | Italia (bandiera) | A     | Lorena Polzot      |
|    | Italia (bandiera) | A     | Vanessa Stefanello |
|    | Italia (bandiera) | A     | Marina Toppan      |

## Calciomercato

### Sessione estiva
| Acquisti | Acquisti      | Acquisti        | Acquisti   |
| R.       | Nome          | da              | Modalità   |
| -------- | ------------- | --------------- | ---------- |
| D        | Elisa Lavia   | Chiasiellis     | svincolata |
| A        | Natasha Piai  | Vittorio Veneto | svincolata |
| A        | Serena Zanoni | Union Villanova | svincolata |

|  |

### Sessione invernale
|  |

| Cessioni | Cessioni        | Cessioni    | Cessioni   |
| R.       | Nome            | a           | Modalità   |
| -------- | --------------- | ----------- | ---------- |
| C        | Monica Degrassi | Chiasiellis | svincolata |

## Risultati

### Serie A

#### Girone di andata
| Arbitro: | Federico Allegro (Padova) |

|                                   |           |                             |
| Cavallini 49’ Sedonati 76’ (rig.) | Marcatori | 39’ Tarenzi 73’ Scarpellini |

| Arbitro: | Andrea Saccoccio (Formia) |

|                                        |           |  |
| De Luca 9’ Marchese 18’ Cassanelli 92’ | Marcatori |  |

| Arbitro: | Davide Moro (Schio) |

|                                  |           |                |
| Sedonati 44’ (rig.) Bortolus 57’ | Marcatori | 70’ Santacroce |

| Arbitro: | Antonio Severino (Campobasso) |

|                     |           |  |
| Giuliano 59’ (rig.) | Marcatori |  |

| Arbitro: | Massimiliano Rasia (Bassano del Grappa) |

|  |           |             |
|  | Marcatori | 82’ Stabile |

| Arbitro: | Alessandro Capovilla (Verona) |

|               |           |                             |
| Cavallini 87’ | Marcatori | 40’ Panico 75’ Domenichetti |

| Arbitro: | Niccolò Zizza (Finale Emilia) |

|                                                     |           |                                         |
| Nicolis 20’ Perobello 31’ Lotto 75’ (aut.) Boni 93’ | Marcatori | 2’, 82’ Zanoni 60’ Paroni 70’ Cavallini |

| Arbitro: | Marco Ceolin (Treviso) |

|  |           |              |
|  | Marcatori | 55’ Sabatino |

| Arbitro: | Mario Berger (Pinerolo) |

|  |           |                                      |
|  | Marcatori | 5’ Cavallini 76’ Sedonati 76’ Paroni |

| Arbitro: | Luca Zufferli (Udine) |

|                      |           |            |
| Lotto 70’ Zanoni 75’ | Marcatori | 37’ Favole |

| Arbitro: | Denis Didu (Jesi) |

|                        |           |                                 |
| Sodini 12’ Caccamo 90’ | Marcatori | 24’ Lotto 92’ (aut.) Del Gaudio |

| Arbitro: | Davide Moro (Schio) |

|          |           |                        |
| Piai 44’ | Marcatori | 80’ Orlandi 90’ Guagni |

| Arbitro: | Federico Allegro (Padova) |

|             |           |  |
| Brumana 83’ | Marcatori |  |

| Arbitro: | Matteo Perissinotto (San Donà di Piave) |

|               |           |           |
| Cavallini 70’ | Marcatori | 90’ Ricco |

| Arbitro: | Francesco Santi (Prato) |

|                                        |           |  |
| Pini 1’, 32’, 35’ Girelli 4’ Zorri 54’ | Marcatori |  |

#### Girone di ritorno
| Arbitro: | Andrea Giudici (Legnano) |

|                                         |           |                           |
| Piccinno 32’ Mauri 46’ Tarenzi 52’, 58’ | Marcatori | 79’ Cavallini 84’ Boattin |

| Arbitro: | Marco Mezzarobba (Conegliano) |

|           |           |  |
| Lavia 35’ | Marcatori |  |

| Arbitro: | Davide Meocci (Siena) |

|             |           |                            |
| Fiorucci 7’ | Marcatori | 32’ Sedonati 93’ Cavallini |

| Arbitro: | Stefano Lorenzin (Castelfranco Veneto) |

|           |           |                           |
| Lavia 57’ | Marcatori | 88’ Giacinti 91’ Esposito |

| Arbitro: | Gino Garofalo (Torre del Greco) |

|                                 |           |           |
| Stabile 40’ Zanoni 68’ Piai 93’ | Marcatori | 34’ Sardu |

| Arbitro: | Paolo Massimo Maria Campogrande (Roma 1) |

|                                     |           |  |
| Maendly 14’ Iannella 19’ Panico 63’ | Marcatori |  |

| Arbitro: | Federico Allegro (Padova) |

|          |           |  |
| Piai 28’ | Marcatori |  |

| Arbitro: | Jacopo Fumagalli (Cremona) |

|                                               |           |  |
| Alborghetti 58’ Bonansea 66’, 73’ Cernoia 89’ | Marcatori |  |

| Arbitro: | Marco Ceolin (Treviso) |

|                              |           |                                          |
| Cavallini 26’, 65’ Lotto 37’ | Marcatori | 13’ Brazzarola 90’ Cambiaghi 93’ Gaburro |

| Arbitro: | Mario Berger (Pinerolo) |

|  |           |                                   |
|  | Marcatori | 55’ Cavallini 70’ (rig.) Sedonati |

| Arbitro: | Massimiliano Rasia (Bassano del Grappa) |

|  |           |                    |
|  | Marcatori | 54’ Mastrovincenzo |

| Arbitro: | Giordano Carrara (Lucca) |

|                |           |                    |
| Guagni 4’, 58’ | Marcatori | 87’, 93’ Cavallini |

| Arbitro: | Matteo Campagnolo (Castelfranco Veneto) |

|            |           |                                    |
| Paroni 92’ | Marcatori | 40’ Parisi 56’ Zuliani 80’ Rodella |

| Arbitro: | Stefano Comunian (Biella) |

|                    |           |               |
| Carminati 32’, 38’ | Marcatori | 58’ Cavallini |

| Arbitro: | Thomas Miniutti (Maniago) |

|          |           |                                                       |
| Piai 68’ | Marcatori | 15’ Gabbiadini 56’ Mason 78’ (rig.) Zorri 90’ Girelli |

### Coppa Italia

#### Primo turno
| Pordenone 2 settembre 2012, ore 15:30 CEST Primo turno                                       | Pordenone | 5 – 2 referto        | Mestre 1999 | Stadio Ottavio Bottecchia |
| \| \| \| \| \| Piai 1’, 68’ Cavallini 55’ Zanoni 68’ \| Marcatori \| 38’ Camili 67’ Pinel \| |           |                      |             |                           |
|                                                                                              |           |                      |             |                           |
| Piai 1’, 68’ Cavallini 55’ Zanoni 68’                                                        | Marcatori | 38’ Camili 67’ Pinel |             |                           |

#### Secondo turno
| Arbitro: | Campagnolo |

|                |           |                          |
| Milenkovič 45’ | Marcatori | 71’, 92’ (rig.) Sedonati |

#### Ottavi di finale
| Arbitro: | Francesco Palumbo (Torre Annunziata) |

|                                       |           |  |
| Lotto 20’ Cavallini 60’ Cimarosti 88’ | Marcatori |  |

#### Quarti di finale
| Arbitro: | Stefano Cortinovis (Bergamo) |

|                                                               |           |                           |
| Brumana 2’, 66’ Mauro 19’ Camporese 21’ Parisi 43’ Bischi 93’ | Marcatori | 68’, 71’ Paroni 78’ Lavia |

## Statistiche

### Statistiche di squadra
| Competizione | Punti | In casa | In casa | In casa | In casa | In casa | In casa | In trasferta | In trasferta | In trasferta | In trasferta | In trasferta | In trasferta | Totale | Totale | Totale | Totale | Totale | Totale | DR  |
| Competizione | Punti | G       | V       | N       | P       | Gf      | Gs      | G            | V            | N            | P            | Gf           | Gs           | G      | V      | N      | P      | Gf     | Gs     | DR  |
| ------------ | ----- | ------- | ------- | ------- | ------- | ------- | ------- | ------------ | ------------ | ------------ | ------------ | ------------ | ------------ | ------ | ------ | ------ | ------ | ------ | ------ | --- |
| Serie A      | 33    | 15      | 5       | 3       | 7       | 20      | 24      | 15           | 4            | 3            | 8            | 19           | 32           | 30     | 9      | 6      | 15     | 39     | 56     | -17 |
| Coppa Italia | -     | 2       | 2       | 0       | 0       | 8       | 2       | 2            | 1            | 0            | 1            | 5            | 7            | 4      | 3      | 0      | 1      | 13     | 9      | +4  |
| Totale       | -     | 17      | 7       | 3       | 7       | 28      | 26      | 17           | 5            | 3            | 9            | 24           | 39           | 34     | 12     | 6      | 16     | 52     | 65     | -13 |

### Statistiche dei giocatori
Presenze. e  reti fatte e subite..
| Giocatore      | Serie A  | Serie A | Serie A     | Serie A    | Coppa Italia | Coppa Italia | Coppa Italia | Coppa Italia | Totale   | Totale | Totale      | Totale     |
| Giocatore      | Presenze | Reti    | Ammonizioni | Espulsioni | Presenze     | Reti         | Ammonizioni  | Espulsioni   | Presenze | Reti   | Ammonizioni | Espulsioni |
| -------------- | -------- | ------- | ----------- | ---------- | ------------ | ------------ | ------------ | ------------ | -------- | ------ | ----------- | ---------- |
| L. Boattin     | 24       | 1       | 0           | 0          | ?            | 0            | ?            | ?            | 24+      | 1      | 0+          | 0+         |
| S. Bortolus    | 28       | 1       | 2           | 0          | ?            | 0            | ?            | ?            | 28+      | 1      | 2+          | 0+         |
| R. Cavallini   | 29       | 13      | 1           | 0          | ?            | 2            | ?            | ?            | 29+      | 15     | 1+          | 0+         |
| G. Cazzaro     | 0        | 0       | 0           | 0          | ?            | 0            | ?            | ?            | 0+       | 0      | 0+          | 0+         |
| S. Cimarosti   | 0        | 0       | 0           | 0          | ?            | 1            | ?            | ?            | 0+       | 1      | 0+          | 0+         |
| M. Degrassi    | 5        | 0       | 1           | 0          | ?            | 0            | ?            | ?            | 5+       | 0      | 1+          | 0+         |
| A. De Val      | 27       | 0       | 3           | 0          | ?            | 0            | ?            | ?            | 27+      | 0      | 3+          | 0+         |
| M. Fagotto     | 28       | -54     | 0           | 0          | ?            | -?           | ?            | ?            | 28+      | -54+   | 0+          | 0+         |
| G. Frizza      | 3        | 0       | 0           | 0          | ?            | 0            | ?            | ?            | 3+       | 0      | 0+          | 0+         |
| E. Gobbo       | 5        | 0       | 1           | 0          | ?            | 0            | ?            | ?            | 5+       | 0      | 1+          | 0+         |
| E. Lavia       | 27       | 2       | 2           | 0          | ?            | 1            | ?            | ?            | 27+      | 3      | 2+          | 0+         |
| G. Lotto       | 28       | 3       | 4           | 0          | ?            | 1            | ?            | ?            | 28+      | 4      | 4+          | 0+         |
| A. Paoletti    | 15       | 0       | 0           | 0          | ?            | 0            | ?            | ?            | 15+      | 0      | 0+          | 0+         |
| C. Paroni      | 25       | 3       | 2           | 0          | ?            | 2            | ?            | ?            | 25+      | 5      | 2+          | 0+         |
| N. Piai        | 28       | 4       | 0           | 0          | ?            | 2            | ?            | ?            | 28+      | 6      | 0+          | 0+         |
| M. Piazza      | 0        | 0       | 0           | 0          | ?            | 0            | ?            | ?            | 0+       | 0      | 0+          | 0+         |
| L. Polzot      | 0        | 0       | 0           | 0          | ?            | 0            | ?            | ?            | 0+       | 0      | 0+          | 0+         |
| G. Schiavo     | 28       | 0       | 2           | 0          | ?            | 0            | ?            | ?            | 28+      | 0      | 2+          | 0+         |
| S. Sedonati    | 29       | 5       | 1           | 1          | ?            | 2            | ?            | ?            | 29+      | 7      | 1+          | 1+         |
| E. Stabile     | 28       | 2       | 3           | 0          | ?            | 0            | ?            | ?            | 28+      | 2      | 3+          | 0+         |
| V. Stefanello  | 10       | 0       | 0           | 0          | ?            | 0            | ?            | ?            | 10+      | 0      | 0+          | 0+         |
| M. Toppan      | 0        | 0       | 0           | 0          | ?            | 0            | ?            | ?            | 0+       | 0      | 0+          | 0+         |
| A. Trifunjagic | 5        | 0       | 0           | 0          | ?            | 0            | ?            | ?            | 5+       | 0      | 0+          | 0+         |
| D. Urbani      | 8        | 0       | 1           | 0          | ?            | 0            | ?            | ?            | 8+       | 0      | 1+          | 0+         |
| S. Zanoni      | 25       | 4       | 2           | 0          | ?            | 1            | ?            | ?            | 25+      | 5      | 2+          | 0+         |
| G. Zorzi       | 2        | -1      | 0           | 0          | ?            | -?           | ?            | ?            | 2+       | -1+    | 0+          | 0+         |